# Nakło nad Notecią
Nakło nad Notecią [ˈnakwɔ nad nɔˈtɛtɕɔ̃] (deutsch Nakel an der Netze) ist eine Stadt im Powiat Nakielski in der Woiwodschaft Kujawien-Pommern in Polen. Sie ist Sitz des Powiats und der gleichnamigen Stadt-und-Land-Gemeinde mit etwas mehr als 32.000 Einwohnern.

## Geographische Lage
Die Stadt liegt an der Netze, etwa 30 Kilometer westlich von Bydgoszcz (Bromberg).

## Geschichte

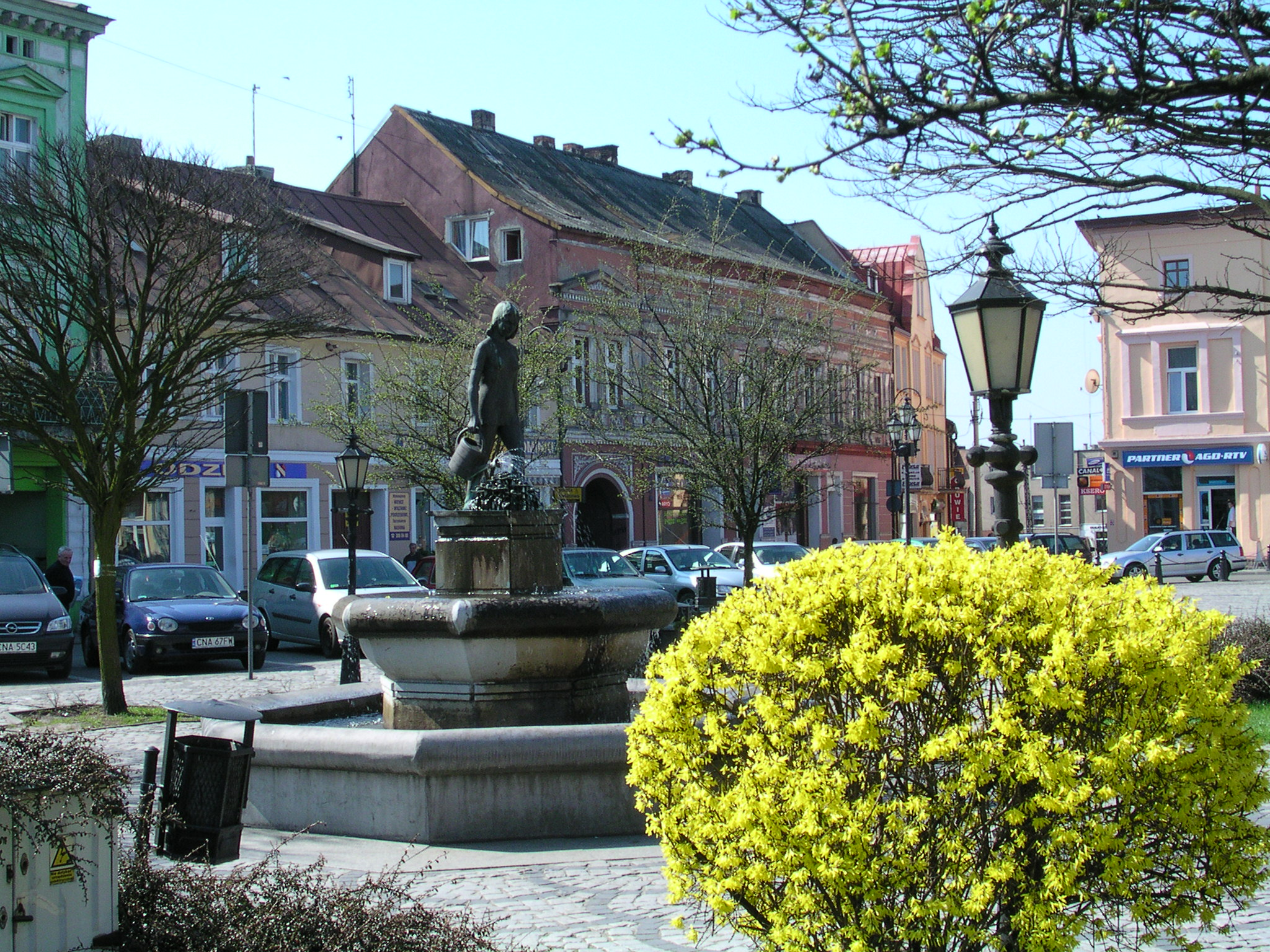
Marktplatz

Der Bezirk Nakel, der früher den Kreis Flatow mit einschloss, gehörte ursprünglich zu Pommern. Die Entstehung der Stadt geht etwa auf die Mitte des 10. Jahrhunderts zurück, als hier an einer schmalen Stelle des Netzebruchs eine Siedlung der Pomoranen entstand. Sie unterhielten hier an der damaligen Grenze zu Polen eine Grenzfestung, die im 11. Jahrhundert verschiedene Male vergeblich vom polnischen Herzog belagert wurde. Die Festung diente ihnen als Sammelplatz, wenn sie Streifzüge in polnische Gebiete hinein unternahmen.
Zwischen 1109 und 1113 wurde der Bezirk bis auf den Kreis Flatow von dem polnischen Herzog Bolesław III. Schiefmund erobert, der ihn Großpolen einverleibte. 1220 nahmen den Bezirk die Pommern wieder in Besitz, doch bald darauf ging er wieder an Polen verloren. Im Jahr 1299 erfolgte durch den polnischen König Władysław I. Ellenlang die Erhebung der Ortschaft Nakel zur Stadt nach Magdeburger Recht. König Sigismund I. stellte 1520 der Stadt ein neues Privilegium aus und bestätigte damit ihre Rechte, nachdem um 1515 alle Urkunden der Stadt durch Feuer verloren gegangen waren. Nakel unterstand als königliche Stadt direkt dem König, dessen Vertreter der Starost war. Am Ort befanden sich eine königliche Zollstätte und ein Gericht zweiter Instanz (Appellationsgericht oder auch Grodgericht), gehalten vom Starosten.
Der Magistrat hatte zwei Bürgermeister (den „Präsidenten“ und den „Vizepräsidenten“), drei Ratsherren („Senatoren“), einen Richter, drei Gerichtsherren und einen Stadtschreiber. Bürgermeister und Richter wurden auf Vorschlag der Bürgerschaft vom Starosten ernannt. Das Gericht hatte das Recht über Leben und Tod ohne die Notwendigkeit der Bestätigung durch den Starosten. Revisionsinstanz war das Assessorialgericht in Warschau.
Um 1600 war die ummauerte Stadt Nakło Sitz eines der sechs Powiate der (damaligen) Woiwodschaft Kalisz (neben Gnesen, Kalisz, Kcynia, Konin und Pyzdry).
Bei der Ersten Teilung Polens 1772 fiel die Stadt an Preußen. 1773 hielt der preußische Bereisungskommissar die Verwaltungsverhältnisse der polnischen Zeit fest: Zur Starostei (d. h. dem Powiat) Nakel gehörten außer der königlichen Stadt Nakel auch acht weitere kleine Städte: Mrocza/Mrotschen, Łobżenica/Lobsens, Kamień/Kamin, Złotów/Flatow, Krajenka/Krojanke, Miasteczko (100 Jahre später in Friedheim umbenannt), Wysoka/Wissek und Wyrzysk/Wirsitz. Es galt Magdeburger Recht, Ratssprache war im Powiat Nakel meistens Polnisch, nur in Lobsens, Krojanke und Wirsitz Deutsch.
Große Bedeutung für die Entwicklung der Stadt hatte der bereits 1774 unter Friedrich dem Großen fertiggestellte Bromberger Kanal (polnisch Kanał Bydgoski), der die Weichsel mit der Netze, Warthe und Oder verband und damit die wichtigsten Wasserstraßen in den Provinzen Pommern und Posen miteinander verknüpfte. Nakel hatte eine katholische Kirche, eine evangelische Kirche und eine Synagoge.
In der Napoleonischen Zeit kam Nakel zunächst 1807 an das Herzogtum Warschau, wurde aber durch den Wiener Kongress 1815 als Teil des autonomen Großherzogtums Posen wieder Preußen angegliedert. Dort gehörte die Stadt zum Kreis Wirsitz im Regierungsbezirk Bromberg.
Im Zuge der Industrialisierung des 19. Jahrhunderts führte der Anschluss der Stadt an das Eisenbahnnetz im Jahr 1851 zu einem weiteren Aufschwung. Ähnlich wie der Bromberger Kanal hatte die durch Nakel verlaufende Preußische Ostbahn großen Einfluss auf die Entwicklung der Stadt. Zwischen den Bahnknoten Schneidemühl und Bromberg gelegen, entstand in Nakel eine große Bahnhofsanlage mit umfangreichen bahnbezogenen Einrichtungen. Im Umfeld siedelte sich weitere Industrie an, darunter eine Zuckerfabrik und ein Schlachthof. Am Anfang des 20. Jahrhunderts hatte Nakel eine evangelische Kirche, eine katholische Kirche, eine Synagoge, ein Amtsgericht, Gymnasium, Schwerindustrie, verschiedene weitere Produktionsstätten einschließlich einer Käsefabrik und einer Bierbrauerei.
Nach dem Ersten Weltkrieg kam die Stadt zum neu errichteten Polen, allerdings noch nicht durch den Posener Aufstand (1918–1919), sondern erst zum 1. Januar 1920 aufgrund der Bestimmungen des Friedensvertrags von Versailles. Die Bedeutung der in Ostwestrichtung verlaufenden Verkehrswege ging zurück, da sie für den Fernverkehr zu Transitstrecken geworden waren. Bis 1938 blieb Nakło wie alle wieder polnisch gewordenen Teile der vormaligen Provinz Posen bei der Woiwodschaft Posen, dann wurde es der erweiterten Woiwodschaft Großpommerellen zugeordnet.
Nach dem deutschen Überfall auf Polen 1939 gehörte die Stadt bis 1945 völkerrechtswidrig zum Deutschen Reich. Während dieser NS-Diktatur kam es in der Umgebung zu zahlreichen Hinrichtungen. Stadtbewohner wurden in Konzentrationslager oder zur Zwangsarbeit verschleppt. Die Stadt wurde im Januar 1945 von der Roten Armee besetzt und wieder Teil Polens.
1945 bis 1950 gehörte Nakło zur Woiwodschaft Pommern (wie Großpommerellen ab 1945 nach Ausgliederung des Küstengebiets an die Woiwodschaft Danzig hieß), dann bis 1975 zur alten Woiwodschaft Bydgoszcz.
Nakło/Nakel ist heute eine postindustriell geprägte Kleinstadt am Rande des Ballungsraums der Großstadt Bromberg.

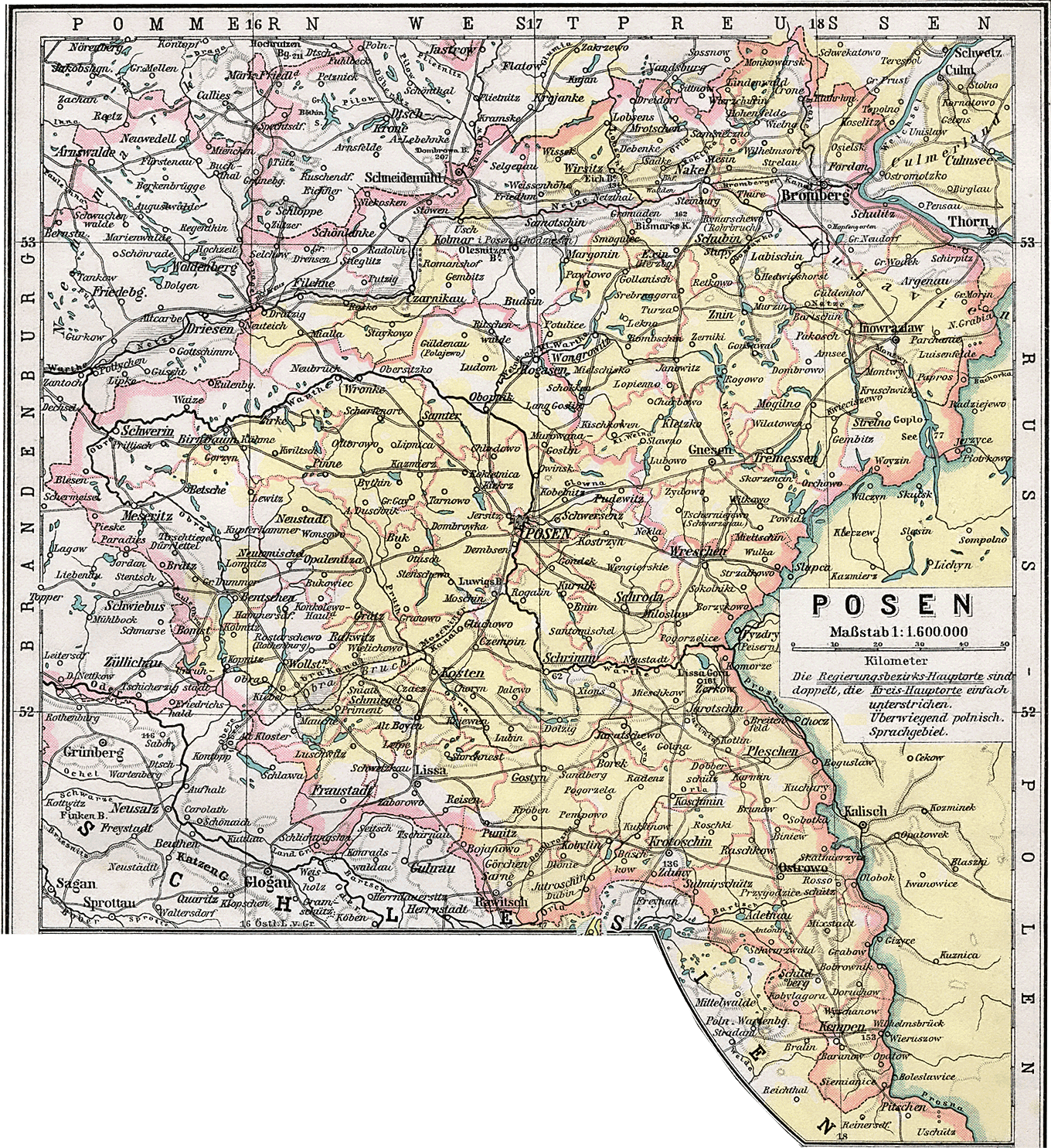
Nakel westlich der Stadt Bromberg und östlich der Stadt Schneidemühl auf einer Landkarte der Provinz Posen von 1905 (gelb markierte Flächen kennzeichnen Gebiete mit seinerzeit mehrheitlich polnischsprachiger Bevölkerung).

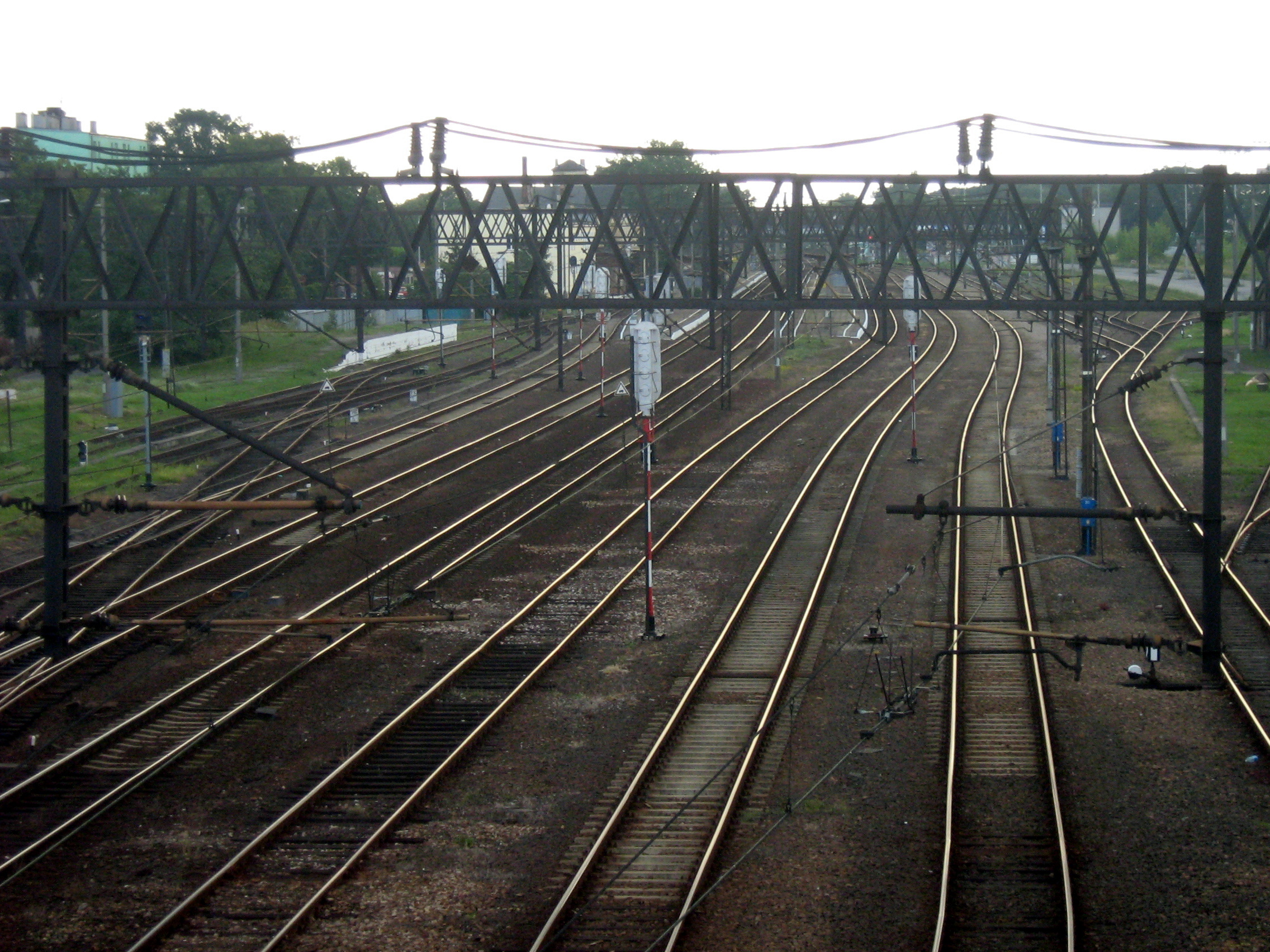
Bahnanlagen

### Demographie
| Jahr | Anzahl Einwohner | Anmerkungen                                                                            |
| ---- | ---------------- | -------------------------------------------------------------------------------------- |
| 1772 | 00.566           |                                                                                        |
| 1783 | 00.683           | ohne Garnisonsangehörige, davon 236 Evangelische und die übrigen Katholiken oder Juden |
| 1788 | 00.768           | in 194 Wohnhäusern                                                                     |
| 1802 | 01453            | [ 8 ]                                                                                  |
| 1816 | 01514            | davon 685 Katholiken, 463 Evangelische und 366 Juden                                   |
| 1821 | 01765            | in 172 Privatwohnhäusern                                                               |
| 1826 | 02050            | darunter nahezu 400 Juden                                                              |
| 1837 | 02320            | einschließlich Militärpersonen, davon 787 Juden                                        |
| 1843 | 02740            | [ 7 ]                                                                                  |
| 1858 | 04300            | [ 7 ]                                                                                  |
| 1861 | 04487            | darunter 182 Militärpersonen                                                           |
| 1867 | 05337            |                                                                                        |
| 1870 | 05454            | ohne Militärpersonen                                                                   |
| 1875 | 05651            | [ 10 ]                                                                                 |
| 1880 | 06035            | [ 10 ]                                                                                 |
| 1885 | 06430            |                                                                                        |
| 1890 | 06766            | davon 3435 Evangelische, 2735 Katholiken und 581 Juden (1200 Polen)                    |
| 1895 | 07401            |                                                                                        |
| 1900 | 07780            |                                                                                        |
| 1905 | 08176            | davon 3788 Katholiken und 342 Juden                                                    |
| 1909 | 08627            |                                                                                        |

Einwohnerzahlen seit den beiden Weltkriegen

Im Jahr 2007 wurden 19.393 Einwohner gezählt.

### Religiöses Leben bis 1910

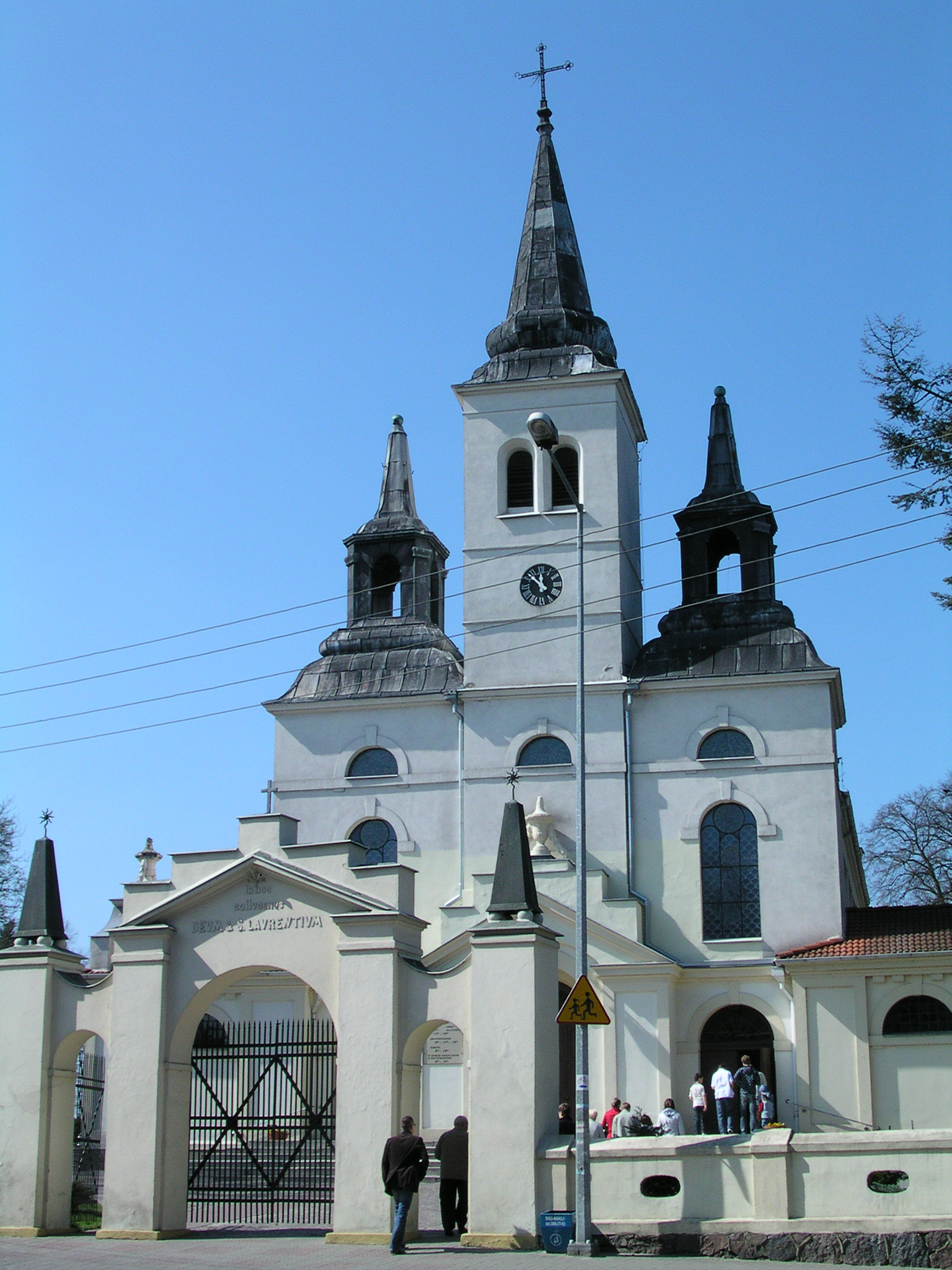
Katholische Kirche St. Laurentius

Mit der Eroberung durch Polen 1109 begann die Christianisierung. Vermutlich wurde bald nach der Stadtgründung 1299 auch eine Kirche errichtet. Eine alte hölzerne katholische Kirche wurde 1847 durch einen Ziegelbau ersetzt. Die St.-Laurentius-Kirche gehörte zum Dekanat Nakel in der Erzdiözese Gnesen.
Im 16. und 17. Jahrhundert wohnten in Nakel evangelische Schotten, die wegen ihres Glaubens vertrieben wurden. Erst kurz vor der ersten Teilung Polens wurde den Evangelischen in Polen 1767 wieder Religionsfreiheit zugesichert. Auf dem Gut Polichno bei Nakel wurde 1775 ein evangelisches Bethaus errichtet, in dem viermal jährlich durch auswärtige Geistliche Gottesdienst gehalten wurde. 1799 wurde in Nakel eine evangelische Gemeinde gegründet. Erst 1824 konnte eine evangelische Kirche auf dem Marktplatz eingeweiht werden, 1887 eine weitere, größere Kirche für die wachsende Kirchengemeinde. Die alte Kirche in Polichno und eine neue Kirche in Erlau bei Nakel waren Filialkirchen der Kirchengemeinde Nakel in der Diözese Lobsens der altpreußischen Kirchenprovinz Posen (bis 1920), wonach die Diözese Teil der Unierten Evangelischen Kirche in Polen wurde.
Seit 1852 gab es in Nakel auch eine altlutherische Kirche, zunächst als Filialgemeinde von Bromberg, seit 1895 als selbständige Gemeinde in der Evangelisch-Lutherischen Kirche in Preußen bzw. nach 1920 in der Evangelisch-Lutherischen Kirche in Westpolen.
Schon 1515, im Jahr des Stadtbrandes, gab es in Nakel 21 jüdische Häuser und eine Synagoge. Im Jahre 1853 wurde eine neue Synagoge gebaut, nachdem die alte 1852 durch Feuer zerstört worden war.

## Verkehr
Nakel hat einen Bahnhof an der Bahnstrecke Kutno–Piła und der hier nur noch im Güterverkehr bedienten Bahnstrecke Oleśnica–Chojnice. Früher begann hier die Schmalspurbahn Nakło nad Notecią–Kasprowo der einstigen Bromberger Kreisbahn und Wirsitzer Kreisbahn.

## Gemeinde

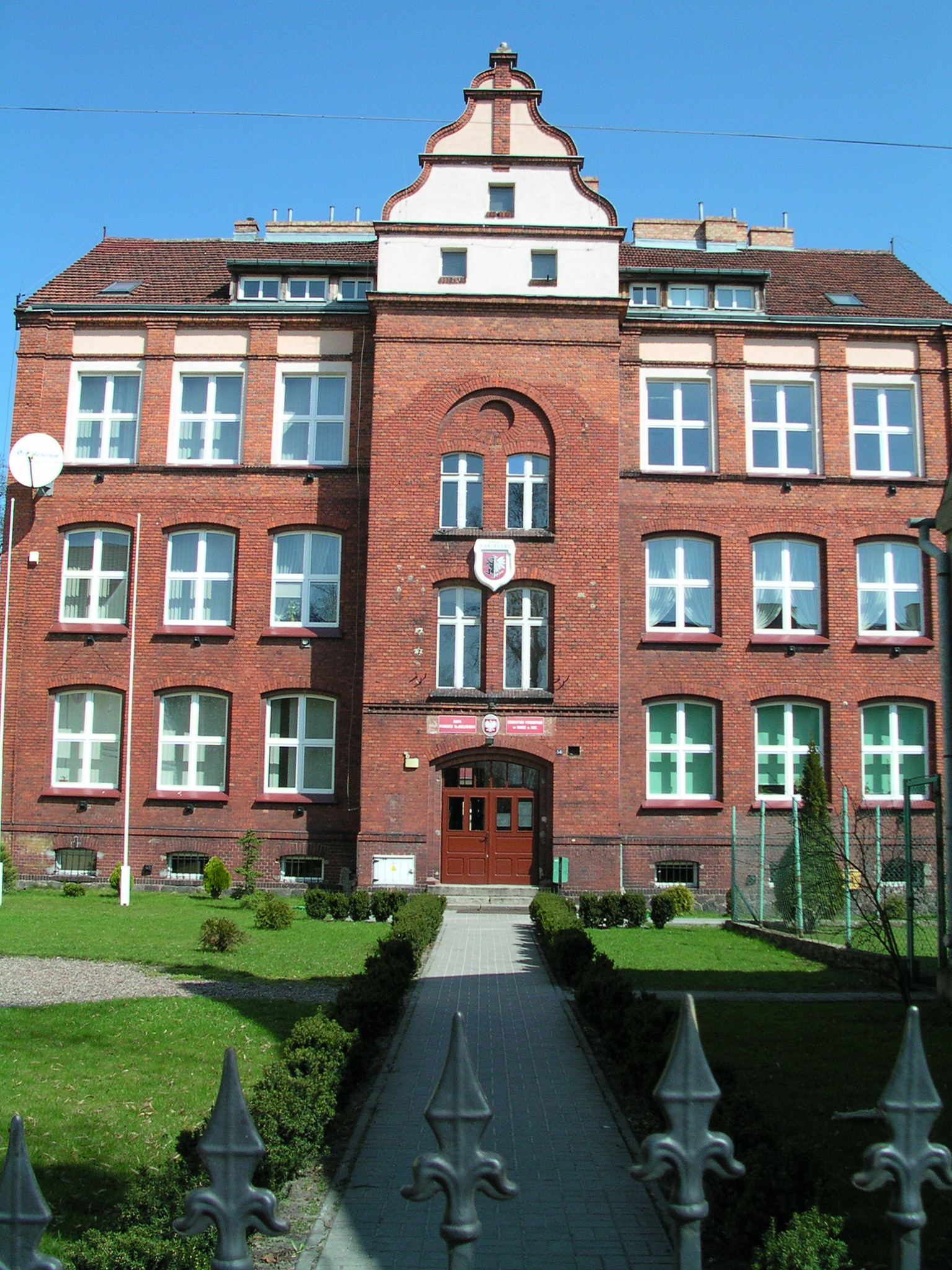
Kreisverwaltung, ehemaliges Schulhaus

Zur Stadt-und-Land-Gemeinde (gmina miejsko-wiejska) Nakło nad Notecią gehören die Stadt und 20 Dörfer mit Schulzenämtern.

### Partnergemeinden
- Naklo, Slowenien
- Náklo, Tschechien
- Elsterwerda, Deutschland

## Persönlichkeiten
- Julius Ritter (1827–1898), Politiker
- Hermann Bärwald (1828–1907), Pädagoge und Autor, von 1868 bis 1899 Direktor des Philanthropin in Frankfurt am Main.
- Robert von Goetze (1829–1904), preußischer General
- Hermann von Strantz (1853–1936), General
- Ignaz Jastrow (1856–1937), Historiker und Sozialpolitiker
- Abraham Buschke (1868–1943), Dermatologe
- Ernst Heidrich (1880–1914), Kunsthistoriker
- Fred Endrikat (1890–1942), Schriftsteller und Kabarettist
- Dorothea Thiess (1898–1980), deutsche Schauspielerin
- Max Nosseck (1902–1972), Schauspieler
- Heinz Schwendowius (1903–1943), Oberbürgermeister von Insterburg
- Hartmann Goertz (1907–1991), Hörspielautor
- Friedrich Marquardt (1909–2007), Politiker (SPD)
- Ulrich Graf (1912–2006), Politiker (FDP)
- Bruno Golecki (1913–1988), deutscher Ingenieur
- Rafał Blechacz (* 1985), Pianist, Warschauer Chopin-Preisträger 2005.

### Bürgermeister
- Johann Gottlieb Baecker (1817–1836)
- Berthold Kaulfuß (1836–1856)